# Zapora pri Rabeljskem jezeru
Zapora pri Rabeljskem jezeru (Seebachthalsperre) je bila ena izmed šestih koroških utrdb, ki so zapirale pot v dolino Ziljice in naprej v središče Avstrije. Utrdba je bila zgrajena med letoma1885 in 1887 z namenom, da bi zavarovala pot iz smeri prelaza V Žlebeh (italijansko: Sella Nevea) in tako krila zaledje trdnjave Kluže in pot proti Trbižu. Ker je bila utrdba pred začetkom prve svetovne vojne že zastarela, so jo razorožili njene topove pa prenesli na obrambne položaje v okoliških hribih. Ker Italijani tega niso vedeli, so jo med vojno zasuli z granatami, tako da danes od nje ni ostalo veliko – le stražnica, ki stoji nasproti trdnjave.

## Utrdba
Da bi zaščitila zaledje leta 1882 zgrajene utrdbe v Klužah in nadzirali še en dostop do Trbiža, so se v avstro-ogrskem vojnem ministrstvu leta 1884 odločili, da zgradijo utrdbo ob Rabeljskem jezeru. Za gradnjo so namenili 125.000 goldinarjev, kar je bilo v primerjavi s Klužami relativno malo. Načrte za trdnjavo je pripravil stotnik Albin Kropsch, ki je bil prej vodja gradbišča pri Henslovi utrdbi.
Gradnja je potekala od pomladi leta 1885 do 10. julija 1887. Utrdba je zapirala prehod iz Reklanske doline prek Nevejskega prevala proti Rablju in Trbižu. Zaporo sta sestavljala dva dela: dvoetažna kazematna topniška utrdba Werk Raiblersee pri potoku Aib (Aiblbach, danes Canale della Malga) na zahodnem delu Rabeljskega jezera in stražnica (Straßensperre), ki je bila postavljena na izteku soteske istega potoka v neposredni bližini. Stražnico in utrdbo je povezoval predor, speljan pod cesto.
Utrdbo so zaradi pomanjkanja denarja oborožili z zastarelimi 12 cm topovi M. 61. Leta 1905 so jih nadomestili trije sodobnejši 9 cm topovi M. 4. Takrat je utrdba dobila tudi oklepno opazovalno kupolo in še dva mitraljeza M. 4 in dve trdnjavski podnožji za puške. Trdnjavi je elektriko zagotavljala elektrarna v Rablju, tako da je lahko utrdba uporabljala tudi tri 30 cm žaromete. Kljub posodobitvam je lahko utrdba zdržala le zadetke 149 cm granat, kar je bilo občutno premalo, saj je moč topništva ravno v tistem času skokovito narasla.
Mirnodobna posadka je štela 24 vojakov celovškega 4. domobranskega pehotnega polka ter častnika in 18 topničarjev 1. čete 4. bataljona trdnjavskega topništva. Vojna posadka je štela častnika, zdravnika in 65 mož 4. domobranskega pehotnega polka ter tri topniške častnike in 58 topničarjev 1. rezervne čete 4. bataljona trdnjavskega topništva. Poleg teh je bil trdnjavi dodeljen še častnik inženir in še dva utrdbena strokovnjaka, štirje telefonisti in štirje bolničarji. Med prvo svetovno vojno je zapori poveljeval stotnik Schuprina.

## Utrdba med vojno
Pri inšpekciji utrdbe 9. oktobra 1914 je bilo ugotovljeno, da utrdba ne bo zdržala morebitnega italijanskega obstreljevanja, zato so jo razorožili. Njenih šest topov so spomladi leta 1915 premestili na bližnje vrhove. Prvi par topov so 15. maja 1915 premestili na pobočje gore Rauhe Kopf (danes Veete Scabre), ki se je nahajala tik nad utrdbo. Drugi par topov so 20. maja namestili ne sedlu med Višem in Visoko Belo špico, en top so pozneje premestili na obalo jezera drugega pa so namestili pod Jerebico, kjer se je pridružil tretjemu paru topov, ki so ju tja premestili konec maja. Že pred pričetkom vojne so iz utrdbe odnesli vse uporabne stvari, od posadke pa sta v njej ostala le opazovalec in telefonist.
V nasprotju z glavno utrdbo je stražarnica nasproti utrdbe ostala oborožena in polno zasedena, saj je bila varna pred obstreljevanjem. Njena posadka je štela 18 topničarjev 2. rezervne čete 4. bataljona trdnjavskega topništva in 34 vojakov celovškega 1. gorskega strelskega polka.
Italijani za izpraznitev utrdbe niso vedeli, zato so jo 24. maja 1915 začeli obstreljevati. Prvi dan vojne so iz Nevejskega prevala začeli streljati štirje topovi 149 A, naslednji dan sta se pridružila še dva 210 cm možnarja. Zadetki, zaradi položaja trdnjave, so bili redki. Tako so Italijani do konca maja na utrdbo izstrelili skupaj 160 granat, od katerih je zadela samo ena. Junija so bili bolj uspešni, izstrelili so 334 granat, od katerih sta zadeli dve. Julija so se pri obstreljevanju še izboljšali, saj so na utrdbo izstrelili 420 granat in jo zadeli 31-krat. Pri tem je utrdbo zadelo 25 težkih granat in jo nepopravljivo poškodovalo.

## Utrdba danes
Utrdba se nahaja na polotoku Rabeljskega jezera ob cesti, ki pelje proti Nevejskemu prevalu. Ker je italijansko topništvo utrdbo med prvo svetovno vojno močno poškodovalo, po vojni pa so jo Italijani razstrelili, tako da danes od utrdbe ni veliko ostalo. Je pa mogoče videti stražnico, ki je ostala bolj ali manj nedotaknjena in stoji na drugi strani ceste.